# Gran Premio di Gran Bretagna 1965
Il Gran Premio di Gran Bretagna 1965 fu la quinta gara della stagione 1965 del Campionato mondiale di Formula 1, disputata il 10 luglio sul Circuito di Silverstone.
La corsa vide la vittoria di Jim Clark su Lotus-Climax, seguito da Graham Hill su BRM e da John Surtees su Ferrari.

## Qualifiche
| Pos | N° | Pilota          | Costruttore         | Scuderia                    | Tempo  | Distacco |
| --- | -- | --------------- | ------------------- | --------------------------- | ------ | -------- |
| 1   | 5  | Jim Clark       | Lotus 33-Climax     | Team Lotus                  | 1:30.8 | -        |
| 2   | 3  | Graham Hill     | BRM P261            | Owen Racing Organisation    | 1:31.0 | +0.2     |
| 3   | 11 | Richie Ginther  | Honda RA272         | Honda R&D Company           | 1:31.3 | +0.5     |
| 4   | 4  | Jackie Stewart  | BRM P261            | Owen Racing Organisation    | 1:31.3 | +0.5     |
| 5   | 1  | John Surtees    | Ferrari 512         | Scuderia Ferrari SpA SEFAC  | 1:31.3 | +0.5     |
| 6   | 6  | Mike Spence     | Lotus 33-Climax     | Team Lotus                  | 1:31.7 | +0.9     |
| 7   | 7  | Dan Gurney      | Brabham BT11-Climax | Brabham Racing Organisation | 1:31.9 | +1.1     |
| 8   | 8  | Jack Brabham    | Brabham BT11-Climax | Brabham Racing Organisation | 1:32.5 | +1.7     |
| 9   | 2  | Lorenzo Bandini | Ferrari 158         | Scuderia Ferrari SpA SEFAC  | 1:32.7 | +1.9     |
| 10  | 14 | Denny Hulme     | Brabham BT7-Climax  | Brabham Racing Organisation | 1:32.7 | +1.9     |
| 11  | 9  | Bruce McLaren   | Cooper T77-Climax   | Cooper Car Company          | 1:32.8 | +2.0     |
| 12  | 10 | Jochen Rindt    | Cooper T77-Climax   | Cooper Car Company          | 1:32.9 | +2.1     |
| 13  | 17 | Frank Gardner   | Brabham BT11-BRM    | John Willment Automobiles   | 1:33.4 | +2.6     |
| 14  | 15 | Jo Bonnier      | Brabham BT7-Climax  | RRC Walker Racing Team      | 1:33.5 | +2.7     |
| 15  | 23 | Innes Ireland   | Lotus 25-BRM        | Reg Parnell Racing          | 1:33.6 | +2.8     |
| 16  | 22 | Richard Attwood | Lotus 25-BRM        | Reg Parnell Racing          | 1:33.8 | +3.0     |
| 17  | 18 | Bob Anderson    | Brabham BT11-Climax | DW Racing Entreprises       | 1:34.1 | +3.3     |
| 18  | 16 | Jo Siffert      | Brabham BT11-BRM    | RRC Walker Racing Team      | 1:34.2 | +3.4     |
| 19  | 24 | Chris Amon      | Brabham BT3-BRM     | Ian Raby Racing             | 1:35.3 | +4.5     |
| 20  | 12 | Masten Gregory  | BRM P57             | Scuderia Centro Sud         | 1:35.9 | +5.1     |
| 21  | 24 | Ian Raby        | Brabham BT3-BRM     | Ian Raby Racing             | 1:36.0 | +5.2     |
| 22  | 25 | Alan Rollinson  | Cooper T71/73-Ford  | Bob Gerard Racing           | 1:39.0 | +8.2     |
| 23  | 20 | John Rhodes     | Cooper T60-Climax   | Bob Gerard Racing           | 1:39.4 | +8.6     |
| DNQ | 26 | Brian Gubby     | Lotus 24-Climax     | Privato                     | 1:45.1 | +14.3    |

## Gara
| Pos | N° | Pilota          | Costruttore         | Giri | Tempo/Causa Ritiro     | Pos partenza | Punti |
| --- | -- | --------------- | ------------------- | ---- | ---------------------- | ------------ | ----- |
| 1   | 5  | Jim Clark       | Lotus 33-Climax     | 80   | 2:05:25.4              | 1            | 9     |
| 2   | 3  | Graham Hill     | BRM P261            | 80   | +3.2 secondi           | 2            | 6     |
| 3   | 1  | John Surtees    | Ferrari 512         | 80   | +27.6 secondi          | 5            | 4     |
| 4   | 6  | Mike Spence     | Lotus 33-Climax     | 80   | +39.6 secondi          | 6            | 3     |
| 5   | 4  | Jackie Stewart  | BRM P261            | 80   | +1:14.6                | 4            | 2     |
| 6   | 7  | Dan Gurney      | Brabham BT11-Climax | 79   | +1 Giro                | 7            | 1     |
| 7   | 15 | Jo Bonnier      | Brabham BT7-Climax  | 79   | +1 Giro                | 14           |       |
| 8   | 17 | Frank Gardner   | Brabham BT11-BRM    | 78   | +2 Giri                | 13           |       |
| 9   | 16 | Jo Siffert      | Brabham BT11-BRM    | 78   | +2 Giri                | 18           |       |
| 10  | 9  | Bruce McLaren   | Cooper T77-Climax   | 77   | +3 Giri                | 11           |       |
| 11  | 24 | Ian Raby        | Brabham BT3-BRM     | 73   | +7 Giri                | 21           |       |
| 12  | 12 | Masten Gregory  | BRM P57             | 70   | +10 Giri               | 20           |       |
| 13  | 22 | Richard Attwood | Lotus 25-BRM        | 63   | +17 Giri               | 16           |       |
| 14  | 10 | Jochen Rindt    | Cooper T77-Climax   | 62   | Motore                 | 12           |       |
| Rit | 23 | Innes Ireland   | Lotus 25-BRM        | 41   | Motore                 | 15           |       |
| Rit | 20 | John Rhodes     | Cooper T60-Climax   | 38   | Accensione             | 23           |       |
| Rit | 18 | Bob Anderson    | Brabham BT11-Climax | 33   | Cambio                 | 17           |       |
| Rit | 14 | Denny Hulme     | Brabham BT7-Climax  | 29   | Alternatore            | 10           |       |
| Rit | 11 | Richie Ginther  | Honda RA272         | 26   | Iniezione              | 3            |       |
| Rit | 2  | Lorenzo Bandini | Ferrari 158         | 2    | Motore                 | 9            |       |
| DNS | 8  | Jack Brabham    | Brabham BT11-Climax |      | Auto guidata da Gurney | 8            |       |
| DNS | 24 | Chris Amon      | Brabham BT3-BRM     |      | Auto guidata da Raby   | 19           |       |
| DNS | 25 | Alan Rollinson  | Cooper T71/73-Ford  |      | Auto guidata da Rhodes | 22           |       |

## Statistiche

### Piloti
- 17ª vittoria per Jim Clark
- 20° podio per Graham Hill
- 50º Gran Premio per Dan Gurney
- 1° e unico Gran Premio per John Rhodes, Brian Gubby e Alan Rollinson

### Costruttori
- 22° vittoria per la Lotus
- 10º giro più veloce per la BRM

### Motori
- 38ª vittoria per il motore Climax

### Giri al comando
- Jim Clark (1-80)

## Classifiche Mondiali

### Piloti
| Pos | Pilota          | Punti |
| --- | --------------- | ----- |
| 1   | Jim Clark       | 36    |
| 2   | Graham Hill     | 23    |
| 3   | Jackie Stewart  | 19    |
| 4   | John Surtees    | 17    |
| 5   | Bruce McLaren   | 8     |
| 6   | Lorenzo Bandini | 6     |
|     | Mike Spence     | 6     |
| 8   | Jack Brabham    | 3     |
|     | Denny Hulme     | 3     |
| 10  | Jo Siffert      | 2     |
| 11  | Richie Ginther  | 1     |
|     | Dan Gurney      | 1     |

### Costruttori
| Pos | Team           | Punti |
| --- | -------------- | ----- |
| 1   | Lotus-Climax   | 36    |
| 2   | BRM            | 31    |
| 3   | Ferrari        | 20    |
| 4   | Cooper-Climax  | 8     |
| 5   | Brabham-Climax | 7     |
| 6   | Brabham-BRM    | 2     |
| 7   | Honda          | 1     |